# Sèrra deth Lastoar
La Sèrra deth Lastoar és una serra situada al municipi de Naut Aran a la comarca de la Vall d'Aran, amb una elevació màxima de 2.525 metres.